# Johann Ludwig Ferdinand von Cube

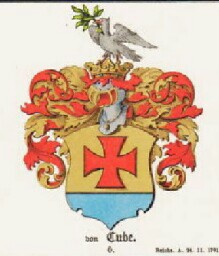
Wappen derer von Cube

Johann Ludwig Ferdinand von Cube (* 16. März 1788 in Tirsen bei Gulbene, Livland; † 8. Mai 1855 in Riga) war ein deutsch-baltischer Adelsmann, Jurist, Politiker und Vizegouverneur von Livland.

## Leben
Johann Ludwig Ferdinand besuchte die Kreisschule in Wenden. Von 1804 bis 1807 studierte er Rechtswissenschaft an der Kaiserlichen Universität Dorpat. Ab 1816 war er am Ordnungsgericht Pernau als Notar tätig und gleichzeitig seit 1814 Kreisfiskal in Riga. 1817 wurde er zum livländischen Gouverneursprokurator berufen. Von 1821 bis 1852 war er Vizegouverneur von Livland und Präsident des Livländischen Kameralhofs. Seit 1824 war er auch Oberkirchenvorsteher der Kronskirche in Riga. 1836 wurde er zum Wahren Staatsrat des Zarenreiches berufen. In Anerkennung seiner Verdienste wurde er 1851 mit dem Russischen Orden der Heiligen Anna in der 1. Klasse dekoriert.
Er war Pfandbesitzer des Kleinen Wrangeishofs und Pächter von Uddafer, Saaremois und Kurkund. Im Jahre 1822 erhielt er das öselsche Indigenat.

## Familie und Nachkommen
Johann Ludwig Ferdinand stammte aus dem deutsch-baltischen Adelsgeschlecht der von Cube, welches aus der Mark Brandenburg stammte und sich zu Beginn des 18. Jahrhunderts in Livland angesiedelt hatte. Sein Vater war der Pastor Johann Christlieb von Cube (* 1740; † 13. Juni 1799 in Tirsen), er war mit Christina Dorothea Schmollingen († 2. Mai 1745 in Soldin) verheiratet, dessen Kinder waren:
- Johann Friedrich Gustav von Cube (* 19. Dezember 1782 in Tirsen; † 1. Dezember 1849 in Kirchholm), Oberfiskal, verheiratet mit Johanna Emilia Holsté (1798 −1845)
- Johann George Wilhelm von Cube (* 15. Januar 1784 in Tirsen; † 1820 in Südrussland) russischer Oberst, verheiratet mit Johann Weitzenbreyer (* 1792 in Pernau; † 1883 in Stuttgart)
- Johann Christlieb Karl von Cube (31. Mai 1785 in Tirsen; † 6. Oktober 1847 in Kirchholm), Kämmerer und Beamter, verheiratet mit Friederike von Schubert (* 1776 in Taibel; † 1845 in Sankt Petersburg)
- Johann Alexander Franz von Cube (* 23. August 1786 in Tirsen; † 1. Mai 1805 in Tartu), Student der Rechtswissenschaft
- Johann Ludwig von Cube (1788–1855)
- Anna Friederika von Cube (1789–1855), verheiratet mit Gottlieb Eduard Lenz (1788–1829)
- Johann Gotthard Fabian von Cube (* 3. August 1791 in Tirsen; † 1831 in Polen) Russisch kaiserlicher Ingenieur-Kapitän, verheiratet mit Marie Pomeranzow (Grebski)
- Caroline Amalie von Cube (1795–1831),
- Louise Auguste von Cube (1798–1801)

Johann Ludwig Ferdinand heiratete 1811 Amalie Wilhelmine Weitzenbreyer (* 31. Mai 1790 in Pernau; † 5. Februar 1858 in Sankt Petersburg), ihre Kinder:
- Carlos Adam von Cube (* 26. Oktober 1812 in Pernau; † 14. November 1868 in Sankt Petersburg) Ingenieur Generalleutnant, verheiratet mit Augustine Jakobine van der Weyde (1822–1902)
- Ludwig Vilhelm Jakob von Cube (* 19. März 1814 in Pernau; † 30. August 1816 in Riga)
- Julius Gustav von Cube (* 13. August 1815 in Riga; † 18. September 1888 in Baden-Baden), verheiratet mit Alexandrine Natalie von Wilpert (1838–1916)
- Maria Louise von Cube (1816–1821)
- Georg Ferdinand von Cube (* 18. März 1818 in Riga; † 27. März 1820 in Riga)
- Emilie Fanny von Cube (1819 in Riga; 1895 in Stuttgart) und
- Gustav Eugen von Cube (1820–1821)